# Мілибулак
Мілибула́к (каз. Милыбұлақ) — село у складі Каркаралінського району Карагандинської області Казахстану. Входить до складу Кайнарбулацького сільського округу.
Населення — 76 осіб (2021; 195 у 2009, 228 у 1999, 179 у 1989).
Національний склад станом на 1989 рік:
- казахи — 100 %.

## Уродженці
- Шолпан Джандарбекова (1922—2005) — казахська акторка, педагогиня. Народна артистка СРСР (1982).